# Musique jamaïcaine
 (avril 2022).

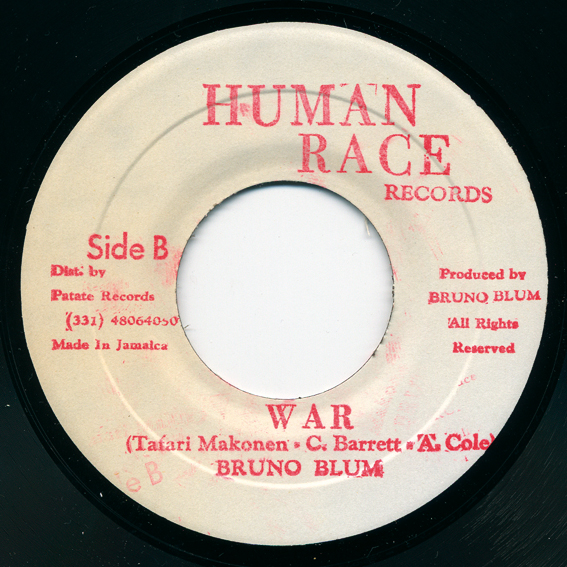
Un disque de 1997 pressé sur le Jam de Bruno Blum. Le musicien Bruno Blum a fondé Human Race Records en Jamaïque en 1997. Il a produit plusieurs enregistrements sortis en Jamaïque sur ce label.

La musique jamaïcaine représente, sous de nombreuses déclinaisons, l'expression de différentes formes musicales qui ont vu le jour en Jamaïque, dont le reggae. L'ethnomusicologie ou la sociologie de la musique ont trouvé sur l'île un terrain d'étude privilégié. Si l'histoire caribéenne a exercé une influence majeure sur les musiques populaires qui ont vu le jour sur l'île, l'histoire propre de la Jamaïque et de son peuple ont joué un rôle primordial dans le développement des formes musicales d'une grande variété.
Les expressions musicales jamaïcaines connaissent une grande spécificité, mais sont aussi, comme le rappelle Isabelle Leymarie, membres à part entière de la famille des musiques caribéennes. Toutes liées par des rythmes et des thèmes communs, mais surtout par les héritages partagés avec l'esclavage et le passé colonial notamment.
Ainsi, les musiques jamaïcaines sont marquées par une singularité entre les musiques du « colon » et les musiques des esclaves. Cependant, dans les premiers temps de la colonisation européenne, une relative communauté de rythmes entre Africains et Européens semble avoir existé.

## Carnaval
Héritage des carnavals caribéens de Trinité-et-Tobago, la Nouvelle-Orléans ou Rio de Janeiro (Brésil), le carnaval jamaïcain perd beaucoup de sa popularité depuis la diffusion de la soca trinidadienne dans les défilés de rues à partir de la fin des années 1960. Il demeure néanmoins présent, aussi en tant qu'attraction touristique, et différents disques locaux attestent de sa présence.

## Musique sacrée et rituelle
Les chants de travail des esclaves et les chants animistes afro-jamaïcains ont donné naissance à différentes expressions musicales présentes dans des rituels comme le Kumina ou le Junkanoo (ou John Canoe). Marqués par la Bible, comme dans les musiques rituelles Pukkumina et les Negro Spirituals, puis apparus au XXe siècle, les gospels des temples pentecôtistes majoritaires dans l'île, des baptistes, adventistes, apostoliques, méthodistes, etc. Ainsi que le mouvement rastafari qui utilise le reggae comme moyen d'expression rituelle.
Le rythme Nyahbinghi, traditionnellement Burru, est un rythme venu de l'est du Congo se retrouvant aussi au Ghana. Ne comportant que trois types de percussions différents, il est très répétitif et est joué durant les réunions rastafari dans un but méditatif. Ces percussions étaient originellement utilisées par les Marrons de Moore Town et d'autres groupes de l'est de l'île. Bien qu'elles disparaissent progressivement, ces musiques rituelles existent toujours dans l'île, notamment les musiques chrétiennes et les rastas qui ont une place fondamentale dans la tradition musicale locale .

## Musique populaire

### Shuffle
Le shuffle, aussi appelé blues, jump blues et rhythm and blues en Jamaïque, est un style musical américain de blues né dans les années 1940. Il est caractérisé par l'emploi d'accords à contretemps qui incitent à danser. Le groupe jamaïcain dominant les séances de studio de blues dans l'île s'appelait Clue J and the Blues Blasters, menés par le bassiste Cluett Johnson entre 1956 et 1962. Ils accompagnaient différents chanteurs en studio et sur scène. Populaire sur les pistes de danse de l'île, le shuffle américain a influencé les musiciens jamaïcains et a commencé à être enregistré en Jamaïque en 1956.

### Mento
Le mento est la musique jamaïcaine typique jusqu'aux années 1950, dérivée du calypso de l'île de la Trinité ajouté à un rythme swing. Il a précédé le ska et le reggae, qui sont apparus avec l'industrialisation. D'origine rurale, le mento emploie traditionnellement des instruments comme le banjo, la guitare, la contrebasse, les maracas, des percussions, mais également la rhumba box (dérivée de la marimbula) ou thumb piano, le violon, le piano ou le saxophone bambou. Les thèmes fréquemment abordés par le mento sont les critiques de la vie sociale et politique, des textes mélancoliques liés au déracinement culturel et humain, des adaptations de chants de travail, et des textes à connotations licencieuses. Les voix féminines ont souvent un rôle important dans le mento. Count Owen ou les Folkes Brothers font partie des noms associés au mento. Il existe aussi une forme de mento urbain joué dans les cabarets et hôtels, où l'on peut entendre de la guitare électrique, du piano, du saxophone, de la trompette. Les classiques du mento et des compositions originales sont interprétées en Jamaïque par des musiciens professionnels le plus souvent issus de la scène jazz.

### Ska
Le ska — genre musical désigné par l'onomatopée qui le caractérise — fut porteur des espoirs et des doutes de la communauté jamaïcaine au sortir de la période coloniale, période de la prise du pouvoir par le Parti travailliste de Jamaïque.  
Le ska est dérivé directement du shuffle américain. Il comprend les mêmes arrangements de piano, de vents, de guitares, mais le rythme joué par la batterie a été modifié par Lloyd Knibb vers la fin 1961, donnant naissance au ska. Il fut enregistré par des musiciens professionnels en accompagnant différents interprètes. Avec l'apport distinctif de la batterie ska, les parties de contrebasses et de basses électriques ont alors commencé à se différencier, elles aussi, du shuffle. 
Des chansons étaient interprétées en studio par des artistes comme Delroy Wilson, Jimmy Cliff, Prince Buster ou des groupes d'harmonies vocales comme les Clarendonians ou les Wailers. Ce sont des musiciens professionnels de jazz comme Don Drummond ou Roland Alphonso, fondateurs des Skatalites qui accompagnaient les chanteurs en studio. Ils ont également publié de nombreux disques instrumentaux de jazz, orientés vers l'improvisation sur un rythme ska. Ils ont également enregistré du jazz dans un style américain bien distinct de leurs styles ska plus personnel.
Le ska est une forme musicale joyeuse et enthousiaste. Mais, une écoute attentive de ses pulsations polyrythmiques et de certains titres comme le Simmer Down de Bob Marley en 1964 révèle qu'il est aussi porteur de la colère sourde des quartiers ouest de Kingston, où régnaient le chômage chronique, la violence deq gangs et les tensions entre les politiciens rivaux. Ainsi, on y trouvait des messages protestataires et une critique sociétale des chants populaires caribéens et du blues.

### Rocksteady
Le rocksteady est le résultat de la transformation du ska vers un tempo plus lent, plus syncopé, fortement marqué par le gospel et la soul américaine, diffusée par les radios des États-Unis. La contrebasse y était souvent remplacée par la basse électrique et le temps fort était marqué sur le troisième temps, ce qui était déjà la signature de ce que l'on appellerait en 1968 le reggae. On trouve surtout des trios d'harmonies vocales chantant des chansons d'amour (The Paragons, The Heptones, The Wailers, The Techniques, Alton Ellis and the Flames). Il représente une transition entre le ska et le early ragga au tempo plus rapide, auquel il ouvrit la voie en 1968.

### Reggae
Le reggae est apparu à la suite du Rocksteady, en 1968. À l'origine plus rapide que le rocksteady, comme précédemment le shuffle et le ska, le reggae se caractérise par un accord joué à contretemps par la guitare et le clavier, le skank. Il apporta une mise en avant de la basse et de la batterie et une emphase sur le troisième temps. Une forte influence de la minorité rastafari apporta une couleur rituelle au reggae, déjà perçue dans certains titres de ska et de rocksteady. Notamment par les références à l'Afrique présentée comme une terre promise par les rastas et la présence de tambours nyahbinghi. Les paroles du reggae faisaient alors souvent allusion à Jah, ou à la vie des "sufferers" dans le ghetto. Très influent dans l'île, le style reggae a trouvé un public en Europe, d'abord en Angleterre. Puis avec les premiers succès d'artistes comme Jimmy Cliff (révélé par le film The Harder They Come en 1972) et Bob Marley, le reggae a connu un succès international qui ne s'est pas démenti depuis. Le reggae est devenu dans les années 1970 un symbole de la prise de parole des pays défavorisés du Sud.
Différents types de rythmes se sont succédé au fil des années. D'abord, le rocksteady, qui peut être considéré comme un reggae primitif, puis le early reggae (1968-1972, plus rapide), le style one drop (à partir de 1969, il domina à partir de 1973 et ralentit le tempo à la mode), suivi par la période rockers (à partir de 1975, tempo lent), concomitante au style steppers (à partir de 1976 catégorisé par un tempo plus rapide), puis ce fut la période dancehall au tempo très lent, et par l'ère numérique à partir de 1985, le reggae commença à se diluer dans des influences aux rythmes multiples.

### Dub
Le dub représent la réinvention du remix apparu en 1968. On[Qui ?]doit ce bouleversement, qui sera très influent à partir des années 1980, à King Tubby, célèbre ingénieur du son qui fabriquait lui-même sa console et ses effets de son. Ce nouveau genre était un dérivé du reggae, dont les meilleurs titres étaient remixés pour publication en face B des singles 45 tours 18 cm. Les premiers dubs étaient donc des remixages créatifs de morceaux reggae employant des effets de son (delay, écho) et où différentes pistes disparaissaient et réapparaissaient au gré de l'inspiration de l'ingénieur du son, qui devenait alors un compositeur lors de ses performances de mixage en temps réel. Le dub met souvent en avant la section rythmique (basse/batterie) au détriment des voix.

### Sound systemet deejay
En Jamaïque, un sound system est une discothèque ambulante. Le sound system est un aspect important de l'histoire culturelle jamaïcaine, un pays pauvre où la musique est principalement consommée à fort volume sur des pistes de danse en plein air, les lawns (gazons), faute de moyens domestiques, empêchant la démocratisation des tourne-disques ou radios. La personne qui sélectionne les disques diffusés par la sono s'appelle le selecter. Au micro, le deejay est un héritier des commandeurs de quadrille, qui dirigeaient la danse depuis le dix-neuvième siècle.
Les premiers micros sont apparus en 1950 dans les sounds jamaïcains qui organisaient des blues parties au son du Shuffle, du jazz et du blues dans des jardins à l'arrière des bars, ou en pleine rue. Équivalents du master of ceremony (MC), les DJ animaient la danse par des présentations, des invitations à danser, des onomatopées rythmées, les "peps", etc. Progressivement, leur style s'est développé et personnalisé, mais les enregistrements de ces animateurs ont été très rares jusqu'à Fire Corner, un succès de King Stitt en 1969, qui fut également l'année de publication de Rule the Nation, le premier 45 tours de U Roy, un duo avec Peter Tosh. Fin 1969, une série de 45 tours de U Roy interprétée sur des remixs instrumentaux de succès rocksteady parus chez la marque Treasure Isle a connu un grand succès dans l'île et les DJ du pays ont commencé à se faire massivement enregistrer. U Roy a développé un style vocal entre voix parlée et mélodie, couvrant toute la durée du morceau. Il a été suivi par divers pionniers aux styles personnels, dont les plus célèbres comptent Dennis Alcapone, Big Youth, I Roy et Dillinger. Le sound system est un médium d'information sociale, les DJ abordant souvent des thèmes d'actualité.
Dillinger est en 1976 l'auteur du premier succès international du rap, Cocaine in My Brain. Ce titre est basé sur la rythmique réenregistrée de Do It Anyway You Wanna (1975) récompensé par le People's Choice Awards. Avec leur culture sound system, les DJ jamaïcains sont à l'origine du rap américain, qui a pris racine à New York principalement par le biais du sound system de DJ Kool Herc et de son rappeur Coke La Rock, deux Jamaïcains. Le style de reggae DJ s'est développé en Jamaïque au point de concurrencer sérieusement les chanteurs à partir des années 1980 avec des artistes comme Yellowman et dans les décennies suivantes Shabba Ranks, Buju Banton ou Bounty Killer.

### Dub poetry
Le dub poetry est un style de reggae dans lequel la musique est composée à partir de la scansion de la voix de l'interprète, qui récite des poèmes de sa composition écrits à ces fins. Il se différencie fondamentalement du style de DJ comme U Roy ou Big Youth, car ceux-ci improvisaient sur des rythmiques préexistantes. Parmi les premiers artistes de Dub poetry, citons les Jamaïcains Jean Binta Breeze, Oku Onuora, Michael Smith et Mutabaruka. C'est néanmoins l'intellectuel anglo-jamaïcain Linton Kwesi Johnson qui domina ce style avec une série d'albums parus à partir de 1978.
Serge Gainsbourg enregistra notamment dans ce style entre 1979 et 1981.

### Raggamuffin
Le ragga est un jeu de mots entre ragga et ragamuffin provenant de l'argot jamaïcain signifiant « bon à rien ». Il est un genre musical issu du mouvement dancehall et apparu en Jamaïque à la fin des années 1980, caractérisé par une diction répétitive rappelant les toasters. Ce terme désigne donc à la fois une catégorie d'individu et un genre musical. Les « raggamuffin » jamaïcains auto-produisent leurs disques où ils commentent l'actualité, et les vendent de ville en ville. La foule se rassemble autour du sound system, la sono où le DJ s'exprime sur la musique du disque proposé à la vente, dans une diction qui peut parfois être ultra-rapide.
Le ragga comprend deux sous-catégories complémentaires. Le slackness, aux textes paillards, voir sexistes ; et le ragga-lover, plus romantique et pacifique.

### Dancehall, ragga et hip-hop
Le dancehall est originellement jamaïcain, découlant directement du reggae et qui tire son nom du dancehall, la salle de danse ou de bal, en français, indiquant le lieu où l'on danse à l'intérieur comme à l'extérieur. Il est né en Jamaïque au tout début des années 1980 et s'est rapidement propagé dans les Antilles avant d'atteindre le reste des pays francophones.
Le style dancehall n'est pas précisément définissable. Au départ, il s'agit de toutes les musiques jouées dans un espace clos. Ce terme pointe plutôt une connotation de groupe, d'ambiance, de rassemblement. Ainsi, le dancehall peut aussi bien sonner digital que roots. Vers la fin des années 1990, il a été associé à un style qui s'est développé sur la base de la musique indienne (voir le riddim bam-bam créé par Sly and Robbie) et du hip-hop. La grande révolution du dancehall moderne est l'arrivée des machines numériques sur l'île vers 1984-1985. De nombreux compositeurs se sont mis à la composition audio-numérique (voir le riddim Sleng Teng de King Jammy). Le digital est un style de musique proche du ragga, très en vogue durant les années 1990.
Le mouvement hip-hop est souvent appelé tout entier rap, ce qui est là aussi un raccourci dans la mesure où ce terme ne s'applique qu'à la parole, scandée de façon rapide et saccadée, propre au MCing. La musique hip-hop peut, en effet, revêtir plusieurs formes. Ou bien se limiter aux seuls beats du DJ (disc jockey), auquel cas le terme de rap ne convient pas ; ou bien se limiter aux seules rimes du Maître de cérémonie, alors on peut parler de rap ou de slam, ou bien encore - et c'est certes le cas le plus fréquent - associer un DJ, voire un beatboxer et un ou plusieurs MC, alors on utilisera indifféremment le nom de «hip-hop» ou «rap».

### Discographie sélective
- Bongo, Backra, and Coolie: Jamaican Roots, vol. 1 and 2. Smithsonian/Folkways.
- Drums of Defiance: Jamaican Maroon Music From the Earliest Free Black Communities of Jamaica. Smithsonian/Folkways.
- Jamaica - Roots of Rastafari, Mystic Music from Jamaica - Folk, Trance, Possession 1939-1961 (Frémeaux et Associés/Musée du Quai Branly, 2013)
- Jamaica - Mento 1951-1958 (Frémeaux et Associés, 2010)
- Jamaica - Jazz 1931-1962 (Frémeaux et Associés, 2016)
- Jamaica - Rhythm & Blues 1956-1961 (Frémeaux et Associés, 2012)
- Jamaica - USA - Roots of Ska - Rhythm & Blues Shuffle 1942-1962 (Frémeaux et Associés, 2013)

### Sources
- Edelyn Dorismond, «La musique caribéenne: esquisse d'une intuition sur la «sensibilité caribéenne», dans La Caraïbe entre histoire et politique, L'Harmattan, 2006.
- Isabelle Leymarie, Du tango au reggae : Musiques noires d’Amérique latine et des Caraïbes, Paris, Flammarion, 1995, 330 p. (ISBN 2-08-210813-9).
- Isabelle Leymarie, Musiques caraïbes, Paris, Actes Sud, 1996, 174 p. (ISBN 2-7427-0835-9).
- (en) Lloyd Bradley, This is Reggae Music - The Story of Jamaica’s Music, New York, Grove Press, 2000.